# Ctenomys bergi
Ctenomys bergi е вид бозайник от семейство тукотукови (Ctenomyidae). Видът е световно застрашен, със статут Уязвим.

## Разпространение
Разпространен е в Аржентина.